# Sint-Genesius-Rode
Sint-Genesius-Rode (Frans: Rhode-Saint-Genèse) is een faciliteitengemeente in de Belgische provincie Vlaams-Brabant. De gemeente telt ruim 18.000 inwoners. Binnen de gemeentegrenzen liggen geen andere kernen. De inwoners van Sint-Genesius-Rode zijn de Rodenaars. De gemeente wordt gerekend tot de streek Zennevallei.

## Geschiedenis
Rode lag vanaf de Frankische tijd in de Brabantgouw, in de invloedssfeer van de Sint-Gertrudisabdij te Nijvel. In tegenstelling tot het nabijgelegen Henegouwse Halle maakte Rode later deel uit van het hertogdom Brabant. Binnen Brabant vormde Rode een meierij, die in de 14e eeuw werd uitgebreid door het opheffen van de meierij van Wambeek. Een aanzienlijk deel van Rode wordt tot op heden in beslag genomen door het Zoniënwoud.

### Verstedelijking en verfransing
In de twintigste eeuw werden vele nieuwe woonwijken aangelegd, waaronder die bij de plaatsen Grote Hut en Middenhut, in het oosten van de gemeente. Door de ligging tussen Brussel en Waals-Brabant en mede door de spoorlijn Brussel-Eigenbrakel kwamen in de 20e eeuw Franstalige Brusselaars en Walen in deze wijken wonen, terwijl de dorpskern zelf overwegend Nederlandstalig bleef. In 1963 kreeg Sint-Genesius-Rode taalfaciliteiten voor de Franstaligen, ondanks het feit dat bij de laatste talentelling in 1947 het percentage Franstaligen lager lag dan 30%. Bij de splitsing van de provincie Brabant in 1995 werd deze gemeente ingedeeld bij het arrondissement Halle-Vilvoorde en de nieuwe provincie Vlaams-Brabant.
Het uitdijen van de verfransing van Brussel, waardoor een meerderheid van de bevolking Franstalig werd, net als de burgemeester, Delacroix-Rolin, en de meerderheid van het schepencollege, maakte de gemeente een van de brandpunten van de taalstrijd in België. Allereerst was er de controverse rond de benoeming van de burgemeester zelf. Daarnaast wilden de Franstaligen graag dat de gemeente zich zou aansluiten bij Brussel, zodat er een corridor kon ontstaan tussen Brussel en Wallonië. De Vlaamse autoriteiten willen echter niet dat aan de grenzen van Vlaanderen wordt geraakt.

## Bezienswaardigheden
- De Sint-Genesiuskerk
- De Sint-Elisabethkerk
- De Sint-Barbarakerk aan de Gehuchtstraat
- De Onze-Lieve-Vrouw-Oorzaak-onzer-Blijdschapkerk aan het Onze-Lieve-Vrouw-Voorplein
- Het Onze-Lieve-Vrouw van Gerechtigheidklooster aan de Bosweidelaan
- De Molen van Zevenbronnen
- Het Kasteel van Zevenbronnen
- De Blarethoeve
- Het hof Sint-Gertrudis
- De Sint-Annahoeve
- Het hof ten Gehuchte
- Het Kasteel van Revelingen aan de Eigenbrakelse Steenweg
- De Zevenbronnen
- De Boesdaalhoeve

Ontdek Sint-Genesius-Rode met de wandeling door de tijd d.m.v. QR-codes op Rodevroeger.be.

## Geografie

### Natuur en landschap
Sint-Genesius-Rode ligt op een hoogte van 55-139 meter aan de rand van het Zoniënwoud, waarvan 457 ha op het grondgebied van de gemeente ligt. Daarnaast is de Kwadebeekvallei een belangrijk natuurgebied, evenals Zevenbronnen, een brongebied met vijvers op het terrein van de vroegere Priorij.

### Kernen
De plaats is sterk verstedelijkt, zij het dat het hierbij vooral om villawijken gaat. Het oude centrum van Sint-Genesius-Rode ligt rond de gelijknamige kerk en strekt zich uit langs de Lindestraat en Terheydestraat tot aan de Nieuwstraat. Er zijn ook andere oudere dorpen die al op de kaart van Ferraris stonden: Termeulen aan de gelijknamige straat en De Hoek aan de Schoolstraat.

## Demografie
Stilaan is een meerderheid van de Rodense bevolking Franstalig geworden. Sint-Genesius-Rode kent tientallen verschillende nationaliteiten onder zijn inwoners, met onder meer minderheden van niet-Belgische EU-inwoners en Amerikanen. Een niet onbelangrijk deel van hen woont er tijdelijk, terwijl ze werken voor internationale bedrijven of organisaties. Zie ook: Resultaten van de talentelling per faciliteitengemeente.

### Demografische ontwikkeling
- Bronnen:NIS, Opm:1831 tot en met 1981=volkstellingen; 1990 en later= inwonertal op 1 januari

| Inwoners van jaar tot jaar op 1 januari 1992 tot heden | Inwoners van jaar tot jaar op 1 januari 1992 tot heden | Inwoners van jaar tot jaar op 1 januari 1992 tot heden |
| jaar                                                   | Aantal                                                 | Evolutie: 1992=index 100                               |
| ------------------------------------------------------ | ------------------------------------------------------ | ------------------------------------------------------ |
| 1992                                                   | 17.860                                                 | 100,0                                                  |
| 1993                                                   | 17.856                                                 | 100,0                                                  |
| 1994                                                   | 17.794                                                 | 99,6                                                   |
| 1995                                                   | 18.013                                                 | 100,9                                                  |
| 1996                                                   | 18.099                                                 | 101,3                                                  |
| 1997                                                   | 18.099                                                 | 101,3                                                  |
| 1998                                                   | 18.174                                                 | 101,8                                                  |
| 1999                                                   | 18.039                                                 | 101,0                                                  |
| 2000                                                   | 17.998                                                 | 100,8                                                  |
| 2001                                                   | 17.901                                                 | 100,2                                                  |
| 2002                                                   | 17.830                                                 | 99,8                                                   |
| 2003                                                   | 17.886                                                 | 100,1                                                  |
| 2004                                                   | 17.895                                                 | 100,2                                                  |
| 2005                                                   | 17.904                                                 | 100,2                                                  |
| 2006                                                   | 17.927                                                 | 100,4                                                  |
| 2007                                                   | 17.975                                                 | 100,6                                                  |
| 2008                                                   | 18.007                                                 | 100,8                                                  |
| 2009                                                   | 18.036                                                 | 101,0                                                  |
| 2010                                                   | 18.029                                                 | 100,9                                                  |
| 2011                                                   | 17.952                                                 | 100,5                                                  |
| 2012                                                   | 17.934                                                 | 100,4                                                  |
| 2013                                                   | 17.926                                                 | 100,4                                                  |
| 2014                                                   | 18.005                                                 | 100,8                                                  |
| 2015                                                   | 17.955                                                 | 100,5                                                  |
| 2016                                                   | 18.171                                                 | 101,7                                                  |
| 2017                                                   | 18.231                                                 | 102,1                                                  |
| 2018                                                   | 18.296                                                 | 102,4                                                  |
| 2019                                                   | 18.387                                                 | 103,0                                                  |
| 2020                                                   | 18.519                                                 | 103,7                                                  |
| 2021                                                   | 18.626                                                 | 104,3                                                  |
| 2022                                                   | 18.628                                                 | 104,3                                                  |
| 2023                                                   | 18.739                                                 | 104,9                                                  |
| 2024                                                   | 18.693                                                 | 104,7                                                  |
| 2025                                                   | 18.700                                                 | 104,7                                                  |

## Politiek
Net zoals bij de andere faciliteitengemeenten in de Vlaamse rand, worden de schepenen (en OCMW-raad) rechtstreeks verkozen. Het schepencollege is grotendeels Franstalig geworden, met uitzondering van de enige Vlaamse schepen die door de wetgeving wordt aangemoedigd. Dit was Geertrui Van Rompuy-Windels tussen 2013 en 2017. Van 2017 tot 2024 was Anne Sobrie de Vlaamse schepen. Na de gemeenteraadsverkiezingen van 2024 werd geen enkele Nederlandstalige schepen aangesteld.

### Burgemeesters
- 1932-1938: Leo Carlier (katholiek)
- 1938-1945: Georges Straete (liberaal)
- 1946-1970: Albert De Coster (CVP)
- 1970-1976: Willy Clerens (PLP-FDF)
- 1977-1988: Céline Algoet (CVP)
- 1989-2012: Myriam Delacroix-Rolin (cdH)
- 2013-heden: Pierre Rolin (cdH / 1640.be)

### Verkiezingen
Myriam Delacroix-Rolin werd in 2006 in eerste instantie niet onmiddellijk benoemd door de bevoegde Vlaams minister Marino Keulen. Bij de gemeenteraadsverkiezingen in 2006 waren er namelijk inbreuken op de taalwetgeving vastgesteld. Later werd ze echter toch benoemd.
Voor de verkiezingen van 2012 kwam in plaats van Samen, een nieuwe lijst Respect op, met als lijsttrekker Geertrui Windels, de echtgenote van Herman Van Rompuy. Zij werd Nederlandstalige schepen in 2013. De Franstaligen behielden hun eenheidslijst en verwierven een aanzienlijke meerderheid. Myriam Delacroix-Rolin was geen kandidaat meer in 2012, haar broer Pierre Rolin werd daarop voorgedragen als burgemeester en werd in februari 2013 benoemd, nadat er was gecontroleerd of hij de taalwetgeving wel zou naleven. Dit in tegenstelling tot burgemeesters uit enkele andere faciliteitengemeenten die niet benoemd werden.

### Resultaten gemeenteraadsverkiezingen sinds 1976
| Partij               | Partij                                     | 10-10-1976 | 10-10-1976 | 10-10-1982 | 10-10-1982 | 9-10-1988 | 9-10-1988 | 9-10-1994 | 9-10-1994 | 8-10-2000 | 8-10-2000 | 8-10-2006 | 8-10-2006 | 14-10-2012 | 14-10-2012 | 14-10-2018 | 14-10-2018 | 13-10-2024 | 13-10-2024 |
| Stemmen / Zetels     | Stemmen / Zetels                           | %          | 23         | %          | 25         | %         | 25        | %         | 25        | %         | 25        | %         | 25        | %          | 25         | %          | 25         | %          | 25         |
| -------------------- | ------------------------------------------ | ---------- | ---------- | ---------- | ---------- | --------- | --------- | --------- | --------- | --------- | --------- | --------- | --------- | ---------- | ---------- | ---------- | ---------- | ---------- | ---------- |
|                      | IC-GB1 / L. Bourgmestre/Burgem2            | -          |            | 26,17      | 7          | 51,121    | 13        | 54,711    | 15        | 61,051    | 16        | 63,941    | 17        | 65,531     | 17         | 69,31      | 18         | 72,72      | 20         |
|                      | Respect1 / Engagement 16402 / Accent 16403 | -          |            | -          |            | -         |           | -         |           | -         |           | -         |           | 34,471     | 8          | 30,72      | 7          | 18,43      | 4          |
|                      | Voor Rode                                  | -          |            | -          |            | -         |           | -         |           | -         |           | -         |           | -          |            | -          |            | 8,9        | 1          |
|                      | CVP1 / LBMA / CVR2 / SAMENC                | 42,521     | 11         | 46,19A     | 13         | 45,77A    | 12        | 27,172    | 7         | 38,95C    | 9         | 34,25C    | 8         | -          |            | -          |            | -          |            |
|                      | SP1 / LBMA / RODEB / SAMENC                | 6,991      | 1          | 46,19A     | 13         | 45,77A    | 12        | 14,68B    | 3         | 38,95C    | 9         | 34,25C    | 8         | -          |            | -          |            | -          |            |
|                      | APR 761 / APR2                             | 41,11      | 10         | 22,712     | 5          | -         |           | -         |           | -         |           | -         |           | -          |            | -          |            | -          |            |
|                      | LB                                         | 9,4        | 1          | -          |            | -         |           | -         |           | -         |           | -         |           | -          |            | -          |            | -          |            |
| Anderen(*)           | Anderen(*)                                 | -          |            | 4,93       | 0          | 3,11      | 0         | 3,45      | 0         | -         |           | 1,8       | 0         | -          |            | -          |            | -          |            |
| Totaal stemmen       | Totaal stemmen                             | 9231       | 9231       | 10508      | 10508      | 10693     | 10693     | 10479     | 10479     | 10754     | 10754     | 11044     | 11044     | 10664      | 10664      | 10911      | 10911      | 8373       | 8373       |
| Opkomst %            | Opkomst %                                  |            |            |            |            | 94,46     | 94,46     | 91,73     | 91,73     | 91,12     | 91,12     | 92,45     | 92,45     | 89,30      | 89,30      | 90,0       | 90,0       | 67,3       | 67,3       |
| Blanco en ongeldig % | Blanco en ongeldig %                       | 2,47       | 2,47       | 2,4        | 2,4        | 3,42      | 3,42      | 4,48      | 4,48      | 4,26      | 4,26      | 3,54      | 3,54      | 4,01       | 4,01       | 5,3        | 5,3        | 3,4        | 3,4        |

De zetels van de gevormde coalitie staan vetjes afgedrukt. De grootste partij is in kleur.

(*) 1982: RAD-UDR / 1988: NMR / 1994: UNP / 2006: Rode&Rhode

## Evenementen
- Eerste zondag van september: De Gordel tot in 2012.
- Eind september: jaarmarkt en Feest in Rode

## Geboren
- Jan Engels (1922-1972), wielrenner

## Bekende inwoners
- Charles Bertin (1919 - 2002), schrijver
- Pieter Wiegersma (1920 - 2009), kunstenaar
- Arthur Grumiaux (1921 - 1986), violist
- Georges Clerfayt (1935), FDF-politicus
- Alexander van België (1942 - 2009), halfbroer van koning Albert II
- Herman Van Rompuy (1947), voorzitter van de Europese Raad
- Giovanni Ferrero (1964), ondernemer en bestuurder van Ferrero
- Familie de Spoelberch, bestuurders van AB-InBev
- Kris Wauters (1964), multi-instrumentalist
- Koen Wauters (1967), popzanger
- Sophie Wilmès (1975), voormalig eerste minister van België
- Mathias Vergels (1992), acteur
- Lynn Van den Broeck (1993), actrice
- Vexx (1998), artiest

## Nabijgelegen kernen
Eigenbrakel, Dworp, Alsemberg, Linkebeek, Ukkel, Groenendaal